# 요한의 복음서 3장 16절

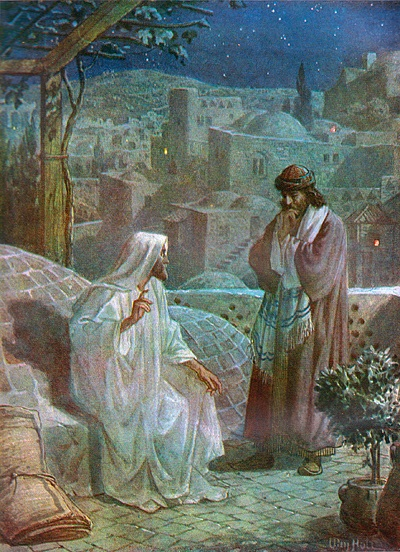
니고데모와 이야기를 나누는 예수. 윌리엄 홀의 그림.

요한의 복음서 3장 16절은 성경 중에서 가장 많이 인용되는 구절중의 하나이다. 이 구절은 또한 "껍질 속의 성경"이라고 불리는데, 이는 이 구절이 가장 전통적인 기독교에서 중심적인 교리의 일부분의 정리로 생각되기 때문이다.
| “ | 하느님은 이 세상을 극진히 사랑하셔서 외아들을 보내주시어 그를 믿는 사람은 누구든지 멸망하지 않고 영원한 생명을 얻게 하여 주셨다. | ” |
|   | — 공동번역 |   |

| “ | 하느님께서는 세상을 너무나 사랑하신 나머지 외아들을 내 주시어, 그를 믿는 사람은 누구나 멸망하지 않고 영원한 생명을 얻게 하셨다. | ” |
|   | — 가톨릭 |   |

| “ | 하나님이 세상을 이처럼 사랑하사, 독생자를 주셨으니, 이는 그를 믿는 자마다 멸망하지 않고 영생을 얻게 하려 하심이라. | ” |
|   | — 개역개정 |   |

이 구절에 대한 일반적인 해석은 다음과 같다.
- 하느님은 이 세상을 극진히 사랑하셔서... - 하느님은 사랑의 하느님이시고, 이 사랑은 이 절의 나머지 내용을 실행하는 데 동기가 되었다.
- ...외아들[1]을... - 인간이신 예수 그리스도는 또한 삼위일체의 두 번째 분이시기 때문에, 하느님의 아들이다.
- ...보내주시어... - 하느님은 뭔가 그의 아들을 희생으로 드리고 싶으셨다.
- ...그를... - 구원에 이르는 믿음이 구주되신 예수를 바탕으로 한다는 사실을 내포한다.
- ...믿는... - 구원은 사람의 행실보다 믿음을 바탕으로 한다.
- ...사람은 누구든지... - 구원이 모든 믿는 자에게 열려 있음을 의미한다.
- ...멸망하지 않고... - 그리스도를 거부하는 자들이 심판받을 것을 말하고 있다.
- ...영원한 생명을 얻게 하여 주셨다. - 그리스도를 믿는 자들이 영원한 삶을 얻을 것을 말하는 구절이다. 영원한 삶, 생명은 요한의 복음서 저자의 주요관심사 중 하나이다.

## 번역
그리스어 원문은 다음과 같다.
| “ | Οὕτως γὰρ ἠγάπησεν ὁ θεὸς τὸν κόσμον, ὥστε τὸν υἱὸν τὸν μονογενῆ ἔδωκεν, ἵνα πᾶς ὁ πιστεύων εἰς αὐτὸν μὴ ἀπόληται ἀλλ᾽ ἔχῃ ζωὴν αἰώνιον. | ” |

문자적으로는 다음과 같이 해석될 수 있다.
| “ | 이렇게 하느님이 세상을 사랑했다: 그래서 그는 유일한 아들을 주었다. 그럼으로써 그를 믿는 모든 자들이 멸망하지 않고, 오히려 영생을 얻는다. | ” |

영어로, KJV 성경에는 다음과 같이 번역해 두었다.
| “ | For God so loved the world, that he gave his only begotten Son, that whosoever believeth in him should not perish, but have everlasting life. | ” |

한국어 성경의 번역들은 다음과 같다.
| 번역          | 요한복음 3장 16절 |
| ------------- | --- |
| 사사성경      | 천주 이처럼 세상을 사랑하사 당신 독생성자를 주시기까지 하사 무릇 저를 믿는 자로 하여금 멸망치 아니하고 오직 영생을 얻게 하셨으니….                          |
| 공동번역      | 하느님은 이 세상을 극진히 사랑하셔서 외아들을 보내주시어 그를 믿는 사람은 누구든지 멸망하지 않고 영원한 생명을 얻게 하여 주셨다.                            |
| 새번역        | 하느님께서는 세상을 너무나 사랑하신 나머지 외아들을 내 주시어, 그를 믿는 사람은 누구나 멸망하지 않고 영원한 생명을 얻게 하셨다.                             |
| 개역개정판    | 하나님이 세상을 이처럼 사랑하사 독생자를 주셨으니 이는 그를 믿는 자마다 멸망하지 않고 영생을 얻게 하려 하심이라                                             |
| 개역한글판    | 하나님이 세상을 이처럼 사랑하사 독생자를 주셨으니 이는 저를 믿는 자마다 멸망치 않고 영생을 얻게 하려 하심이니라                                             |
| 한글KJV       | 하나님께서 세상을 이처럼 사랑하셔서 그의 독생자를 주셨으니, 이는 그를 믿는 사람은 누구든지 멸망하지 않고 영생을 얻게 하려 하심이라.                         |
| 표준새번역    | 하나님께서 세상을 이처럼 사랑하셔서 외아들을 주셨으니, 이는 그를 믿는 사람마다 멸망하지 않고 영생을 얻게 하려는 것이다.                                     |
| 현대어 성경   | 하나님이 이처럼 세상을 극진히 사랑하셔서 외아들을 보내 주셨으니 이는 누구든지 그를 믿는 자마다 멸망하지 않고 영원한 생명을 얻게 하려는 것이다.              |
| 현대인의 성경 | 하나님이 세상을 무척 사랑하셔서, 하나밖에 없는 외아들마저 보내 주셨으니 누구든지 그를 믿기만 하면 멸망하지 않고 영원한 생명을 얻는다.                       |
| 공동번역 개정 | 하느님은 이 세상을 극진히 사랑하셔서 외아들을 보내주시어 그를 믿는 사람은 누구든지 멸망하지 않고 영원한 생명을 얻게 하여주셨다.                             |
| 200주년       | 과연 하느님께서는 이 세상을 이토록 사랑하시어 외아들을 주시기까지 하셨으니 이는 그를 믿는 이마다 모두 멸망하지 않고 영원한 생명을 얻게 하려는 것이었습니다. |